# Mohammed Hameed Farhan
Mohammed Hameed Farhan (arabe : محمد حميد فرحان), né le 24 janvier 1993 à Falloujah en Irak, est un joueur de football international irakien, qui évolue au poste de gardien de but à Al-Qowa Al-Jawiya.

## Biographie

### Carrière en sélection
Il reçoit sa première sélection en équipe d'Irak le 8 octobre 2013, en amical contre le Liban (score : 1-1).
En janvier 2015, il participe à la Coupe d'Asie des nations organisée en Australie. Lors de cette compétition, il ne joue qu'une seule rencontre, à savoir le match pour la 3e place disputé face aux Émirats arabes unis.
Il joue ensuite sept matchs rentrant dans le cadre des éliminatoires du mondial 2018.
En janvier 2019, il est retenu par le sélectionneur Srečko Katanec afin de participer à la Coupe d'Asie des nations organisée aux Émirats arabes unis, en tant que gardien remplaçant.

## Palmarès
- Champion d'Irak en 2013 et 2014 avec l'Al-Shorta SC